# Library Journal
Il Library Journal è una rivista statunitense per bibliotecari, fondata nel 1876 da Melvil Dewey, che pubblica articoli inerenti alla pratica professionale e notizie dal mondo delle biblioteche, in modo particolare per quelle pubbliche.
La Library Journal Book Review pubblica ogni mese le recensioni di centinaia di libri popolari e accademici, prima della loro comparsa nelle librerie.
Il primo editore del Library Journal fu Frederick Leypoldt, la cui società divenne in seguito RR Bowker. Quest'ultima nel 1985 fu a sua volta acquisita da Reed International, futura Reed Elsevier. Il Library Journal continuò ad essere pubblicato fino al 2010, quando venne ceduto a Media Source Inc., già proprietaria della Junior Library Guild e del The Horn Book Magazin.

## Storia
Fondato nel 1876 da Melvil Dewey, inventore dell'classificazione decimale omonima, il Library Journal si dichiarò originariamente "l'organo ufficiale delle associazioni bibliotecarie d'America e del Regno Unito". Indeed, the journal's original title was American Library Journal, though "American" was removed from the title after the first year.  Inizialmente, il titolo della rivista era American Library Journal, ma appena un anno dopo l'aggettivo "American" fu rimosso dal nome.
I primi numeri si concentrarono sulla crescita e lo sviluppo delle biblioteche, con articoli firmati da autori di spicco come RR Bowker, Charles Cutter e Melvil Dewey. Bowker discusse dei principi di catalogazione; Cutter inventò un sistema di catalogazione bibliotecaria, che poi divenne la base del sistema di classificazione della Biblioteca del Congresso; il caporedattore Dewey formulò una serie di raccomandazioni per i primi sistemi di prestito interbibliotecario.
Il riferimento ai libri in uscita nel mercato editoriale era limitato esclusivamente ad una selezione di testi professionali di interesse per i bibliotecari. In un secondo periodo nella storia del giornale, gli editori iniziarono a pubblicare annunci-recensioni dei loro titoli in uscita perché i bilitoecari ne facessero acquistare un certi numero di copie.
In una prima fase della storia del giornale, i numeri erano un forum di discussione per i bibliotecari in tutto il Canada, il Regno Unito e gli Stati Uniti per condividere notizie, discussioni sulle idee e le pratiche delle loro biblioteche, organizzare riunioni e conferenze. In un prospetto del 1878, la rivista affermò che le piccole biblioteche avrebbero potuto acquisire "l'esperienza costosa e i suggerimenti pratici" delle biblioteche più grandi, mentre una lettura costante della rivista avrebbe reso "il bibliotecario di maggior valore per la biblioteca e la bibliotecamaggiormente valevole per la gente". 

Nella sezione Notes e queries, i bibliotecari pubblicavano domande e risposte riguardo alla risoluzione di problemi comuni, la paternità dei testi e la qualità della loro consulenza al pubblico di lettori. Bibliografia (compilata da Cutter) e Pseudonimi e Contrari (compilata da James L. Whitney) erano due risorse di riferimento per i bibliotecari. Pseudonimi e Contrari era una sezione contenente un elenco aggiornato di titoli di opere che ne erano prive, e di nomi reali proposti riguardo ad autori anonimi oppure che si firmavano con uno pseudonimo.

## Il sito
LibraryJournal.com è il sito web del Library Journal, che offre sia agli abbonati che ai non abbonati l'accesso completo a tutti i contenuti di stampa e agli archivi recenti, che presentano annunci di lavoro e recensioni di libri suddivisi per categoria, associabili a feed RSS.
Inoltre, gestisce le seguenti newsletter: "BookSmack", "Library Hotline", "LJ Academic Newswire", "LJ Review Alert", and "LJXpress". INFOdocket è un servizio di informazione gratuito  cura di due contributori del Libray Journal, e a sua volta collegato a FullTextReports.com, sito che pubblica rapporti globali provenienti da  istituzioni accademiche e centri di ricerca, think tank politici e governi di tutto il mondo.